# The Plant List
The Plant List è una lista di nomi botanici di specie di piante, disponibile su internet. È stata creata dai Royal Botanic Gardens di Kew e dal Missouri Botanical Garden.
Nelle intenzioni degli autori deve includere tutti i nomi conosciuti delle specie.

## Scoperte
The Plant List include 1.040.426 nomi scientifici di specie di piante, dei quali 298.900 sono nomi di specie accettati, appartenenti a 620 famiglie e a 16.167 generi di piante.
The Plant List accetta all'incirca 300.000 specie uniche, con 480.000 sinonimi per quelle specie; ciò significa che, secondo il modo di vedere dei botanici di Kew e Missouri Botanical Garden, molte specie sono state ridescritte e rinominate parecchie volte dagli altri botanici.
The Plant List ha determinato che altri 260.000 nomi sono 'non risolti': questo significa che i botanici non sono stati finora in grado di determinare se essi siano una specie separata o una duplicazione delle 300.000 specie uniche.

## Attenzione pubblica
Il progetto The Plant List ha attirato l'attenzione pubblica e una fonte giornalistica si è addirittura spinta ad affermare che "The Plant List tenta di identificare ogni pianta nota alla scienza.".
The Plant List è anche collegata al naturalista inglese Charles Darwin, che negli anni '80 del XIX secolo iniziò a compilare una lista di piante intitolata Index Kewensis, contenente 400.000 nomi di specie, con un incremento medio di 6.000 specie all'anno da quando fu pubblicata la prima volta.

## Inattività e sostituzione con World Flora Online (WFO)
Il sito The Plant List è inattivo dal 2013 ma è stato utilizzato come punto di partenza per la struttura tassonomica della pagina World Flora Online (WFO), continuando l'intento di racchiudere tutta tassonomia delle piante all'interno di un unico database. 